# Red Rooster TV
Red Rooster TV ist eine Fernsehserie von Peter Maffay, die seit 2020 bei MagentaTV ausgestrahlt wird. In jeder Folge lädt Maffay prominente Gäste aus verschiedenen Bereichen in sein RedRooster-Studio oder auf Gut Dietlhofen ein. Die Talkshow wird moderiert von Henriette Fee Grützner (nur Staffel 1) und Maffay selbst. Das Format lief während der ersten Staffel parallel zur Fernsehserie auch im Radio beim Hörfunksender R.SA. Im Herbst 2021 startete die zweite Staffel unter dem Titel Peter Maffay – Begegnungen.

## Beschreibung
Zu jeder Folge wird ein Gast in die Sendung eingeladen, der eine Liste mit Songs („Playlist des Lebens“) und einen besonderen Gegenstand mitbringt. In der Sendung wird dann über die Playlist und eben diesen Gegenstand gesprochen. Zu etwa Mitte der Sendung werden den Gästen eine Minute lang Fragen gestellt, auf die sie nur mit „Ja“ oder „Nein“ antworten dürfen („Heiße Minute“). Außerdem sucht sich der Gast einen Song aus dem Repertoire Maffays aus, den er zusammen mit Peter Maffay, Henriette Fee Grützner, Gitarrist Peter Keller und Multi-Instrumentalist JB Meijers spielt. Daraufhin fährt Maffay mit seinem Gast vom Tonstudio zu seinem landwirtschaftlichen Betrieb Gut Dietlhofen, auf dem auch Häuser seiner Stiftung stehen, und gibt Einblicke in das Leben als Landwirt, in die Funktion der Stiftung und in die Umgebung des Gutshofes. Meist wird dies mit sportlichen Aktivitäten wie Fußball oder Mountainbiken verbunden.
Mit der zweiten Staffel ab Herbst 2021 setzt Peter Maffay seine Talkreihe bei MagentaTV fort. Unter dem Titel „Peter Maffay – Begegnungen“ wurde das Sendungskonzept weiterentwickelt. So trifft der Rockstar seine Gäste ab sofort in der Begegnungsscheune auf Gut Dietlhofen in Weilheim bei München. Dieser Ort ist für den Musiker ein besonderer Ort, denn dort hat er mit seiner Tabaluga Stiftung eine Erlebniseinrichtung für traumatisierte und hilfsbedürftige Kinder und Jugendliche errichtet.
Als Gäste sind unter anderem mit dabei:
| Staffel 1 | Staffel 2 |
| --- | --- |
| 1. Sebastian Fitzek 2. Johannes Oerding 3. Judith Williams 4. Michael Patrick Kelly 5. Michelle Müntefering 6. Alfons Schuhbeck 7. Sarah Harrison 8. Weihnachtsspezial „Duette“ 9. Gregor Gysi 10. Rufus Beck 11. Joko Winterscheidt / Highlights | 1. Francine Jordi, Christian Günter und Frank Elstner 2. Dr. Sahra Wagenknecht und Joey Kelly 3. Hartmut Engler 4. Ralf Dümmel und Jessica Wahls 5. Laura Karasek und Reinhold Beckmann 6. Balbina und Sigmar Gabriel 7. Thomas Gottschalk |